# Lodewijk De Wolf
Lodewijk Edward Adolf De Wolf (Brugge, 1 juni 1876 - aldaar, 12 november 1929) was een Belgische rooms-katholieke priester, historicus en volkskundige.

## Levensloop
Lodewijk De Wolf was de tweede zoon van Adolf De Wolf, apotheker in 'Den Cleynen Thems' in de Zuidzandstraat en de broer van de volkskundige en apotheker Karel De Wolf. Hij doorliep de humaniora in het Sint-Lodewijkscollege in Brugge en voltooide die als laureaat in de retorica 1893-1894. In dat jaar was hij de hoofdman van de geheime studentenbond 'Gilde Noodvier'.
Hij trad in het seminarie in Roeselare en vervolgde in het Grootseminarie in Brugge. Hij studeerde verder geschiedenis aan de Katholieke Universiteit Leuven onder meer bij de historicus Alfred Cauchie en behaalde in juli 1902 het diploma van doctor in de wijsbegeerte en letteren, met een thesis gewijd aan Brugges' eerstbekende geschreven Keure, 't jaar 1127. Hij lijkt de eerste te zijn geweest, zeker in zijn faculteit, om zijn thesis in het Nederlands te redigeren. Hij kreeg slechts grote en geen grootste onderscheiding, omdat, naar verluidt, een van de juryleden, dr. Paul Alberdingk Thijm, vond dat sommige woorden en wendingen te typisch West-Vlaams waren.
De tijdgenoten van De Wolf in Leuven waren onder meer Caesar Gezelle, Paul Allossery, Aloïs Walgrave, Omer Karel De Laey, Jules Persyn en Frans Van Cauwelaert. Met hen maakte hij deel uit van de geschiedkundige studiekring 'Met Tijd en Vlijt', waar hij bestuurslid en bibliothecaris van werd. In het Heilige Geestcollege was hij tafelgenoot van de latere kardinaal Jozef Ernest Van Roey en de latere bisschop van Doornik Gaston-Antoine Rasneur. Op 9 juli 1899 werd hij in Leuven tot priester gewijd, samen met zijn broer Jules De Wolf, die scheutist werd. Een andere broer, Joseph De Wolf (†1950), werd eveneens scheutist.

## Loopbaan
De Wolf was achtereenvolgens:
- Leraar poësis en retorica aan het Bisschoppelijk College in Oostende (1902).
- Onderpastoor in Beselare (1911). Deze bescheiden functie in een klein dorp was duidelijk een straf. De Wolf had humoristische teksten geschreven waarin hij een paar collega's voorzichtig over de hekel haalde. Ze herkenden zich, konden er niet mee lachen en beklaagden zich op het bisdom.
- Preceptor voor de kinderen van de familie van Brouchoven de Bergeyck in kasteel De Love (1914-1916)
- Vlucht naar Watou en dienstdoende priester in verschillende parochies (1916-1918).
- Pastoor in Beaumais, Calvados, (Frankrijk) (1918-1920) en bedienaar van 17 parochies.
- Godsdienstleraar in de Rijksmiddelbare school in Brugge (1920-1929). Hij ging wonen Pottenmakersstraat 15.

Hij werd tevens hoofdredacteur van het tijdschrift Biekorf (volgens Biekorfmedewerker Karel De Busschere was hij dit eigenlijk al sinds 1907). Tussen 1915 en 1919 schreef hij ook artikels in De Belgische Standaard bestmd voor de soldaten aan het front tijdens de Eerste Wereldoorlog.

## WOI
In 1914 moest De Wolf het onder vuur liggende Beselare verlaten. Zijn bibliotheek, zijn aantekeningen en fotoverzameling gingen verloren, omdat Duitse soldaten hun intrek namen in zijn woning en er alle papier opstookten. Hij had gedurende vele jaren woorden opgetekend die hij noch in het West-Vlaams Idioticon van De Bo, noch in de Loquela van Gezelle had gevonden. Hij koesterde de ambitie hierover zelf een uitgave te verzorgen. In 1914 had hij circa 5.000 woorden en zinswendingen genoteerd. Ook deze verzameling ging echter verloren. 
Hij vluchtte via Ieper. Daar kon hij net voordat de stad werd beschoten de archieven redden van de priester-dichter en taalkundige Guido Gezelle, die er waren achtergelaten door zijn in paniek gevluchte vroegere klaskameraad Caesar Gezelle, een neef van Guido Gezelle. De Wolf bracht het archief, in verschillende metalen kisten geborgen, naar hem in Versailles. Door deze redding stelde hij een daad van essentiële waarde voor de verdere kennis van het leven en het werk van Gezelle.
De Wolf was een onvermoeibare bezoeker van alle West-Vlaamse parochies, waar hij foto's nam van de aanwezige kunstwerken en er beschrijvingen aan wijdde. Hij was ook een overtuigd West-Vlaams taalparticularist.

## Publicaties
- Les origines de l'agglomération brugeoise, Congrès archéologique et historique tenu à Bruges en 1902, Brugge, 1908.
- Van Brugges' eerstbekende geschreven keure ('t jaar 1127). Haar vermoedelijke geschiedenis en aard (1905)
- Nog Brugsche keuren, vermoedelijk geschonken in 1128 en 1168 (1905)
- Eertsbewaarde Brugsche keure van omstreeks 1190. Haar algemeen uitzicht en verspreiding van haren grondvorm (1907)
- Eerstbewaarde Brugsche keure van omstreeks 1190. Haar algemene aard en wijziging van haren grondvorm (1908)
- Volkskundige boekenschouw, in: Biekorf 1908 en 1909
- Biekorf: vijfentwintig jaar, in: Biekorf, 1914
- De gewezen muurschildering uit de Speelmanskapel te Brugge: in Biekorf, 1918

In Biekorf verschenen van De Wolf het volgende aantal, meestal korte, bijdragen: 1899 (1) - 1900 (1) - 1901 (13) - 1902 (1) - 1903 (5) - 1904 (7) - 1905 (2) - 1906 (2) - 1907 (4) - 1908 (3) - 1909 (2) - 1911 (2) - 1912 (6) - 1903 (3) - 1914 (5) - 1919 (2) - 1920 (6) - 1921 (28) - 1922 (9) - 1923 (7) - 1924 (14) - 1925 (14) - 1926 (5) - 1927 (5) - 1928 (7) - 1929 (7).
Naast zijn eigen naam gebruikte hij talrijke pseudoniemen, zoals: H. V. - H. Vanden Zande - H. Van Houcke - L. Brugman - Jan Hagel - T. Rapaert - L. Van Pottelberghe - L. D. W. - H. De Beer - Brom.